# Trachelopachys cingulipes
Espèce
Synonymes
- Trachelas cingulipes Simon, 1886
- Trachelopachys albicans Mello-Leitão, 1944

Trachelopachys cingulipes est une espèce d'araignées aranéomorphes de la famille des Trachelidae.

## Distribution
Cette espèce est endémique d'Argentine. Elle se rencontre dans les provinces de Buenos Aires, d'Entre Ríos et de Misiones.

## Description
Les mâles mesurent de 5,37 à 5,87 mm et les femelles 7,06 mm en moyenne.

## Publication originale
- Simon, 1886 : Arachnides recueillis en 1882-1883 dans la Patagonie méridionale, de Santa Cruz à Punta Arena, par M. E. Lebrun, attaché comme naturaliste à la Mission du passage de Vénus. Bulletin de la Société zoologique de France, vol. 11, p. 558-577 (texte intégral).